# Opti
Opti is een historisch Duits merk dat 175- en 246 cc viertakt-inbouwmotoren maakte. 
Deze waren door Richard Küchen ontwikkeld en werden door diverse merken gebruikt. Een bekende toepassing was de Rabeneick-Opti van 1955.